# Aquilegia kozakii
Aquilegia kozakii är en ranunkelväxtart som beskrevs av Masamune. Aquilegia kozakii ingår i släktet aklejor, och familjen ranunkelväxter. Inga underarter finns listade i Catalogue of Life.